# Niobe (Mythologie)

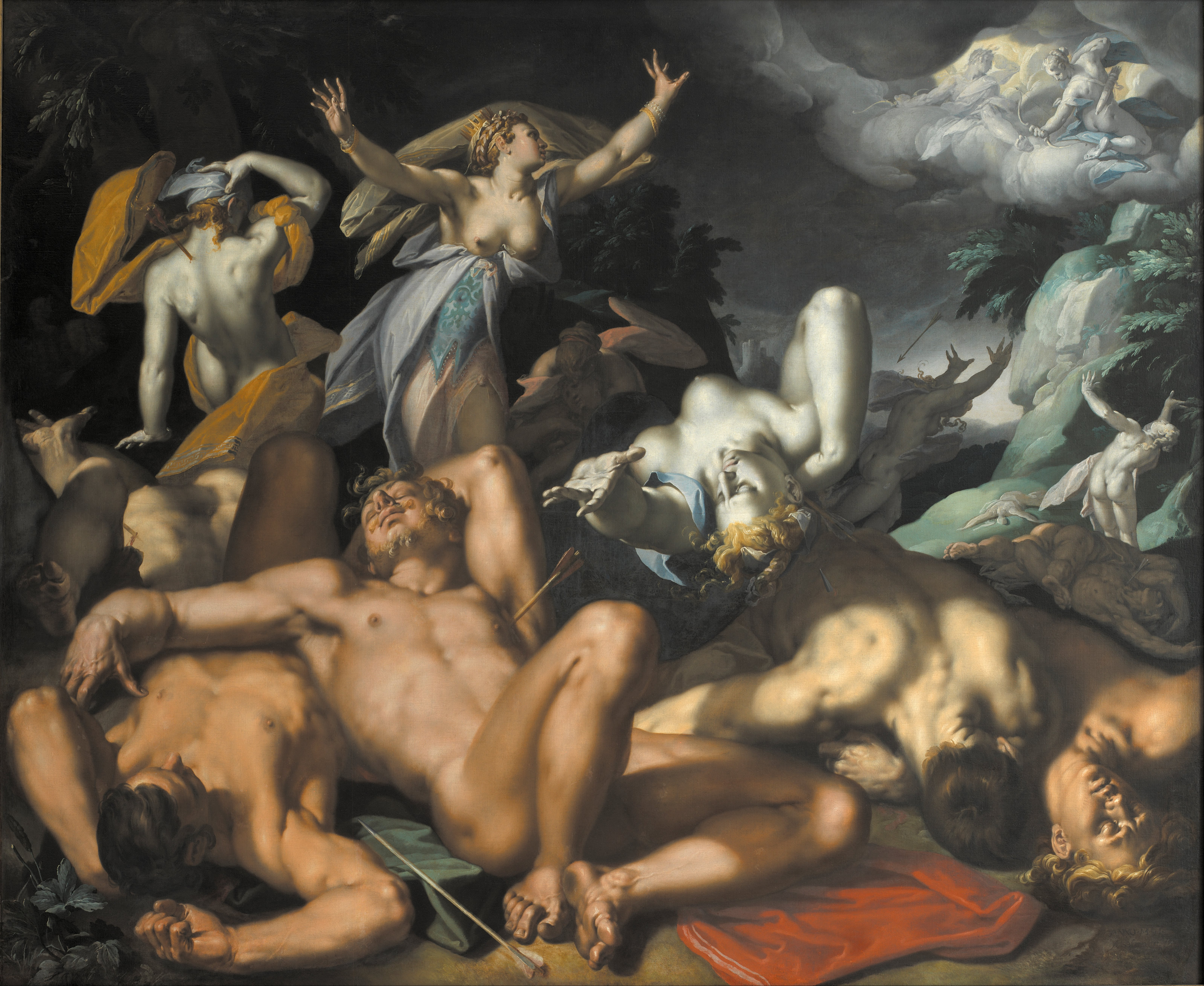
Niobe beweint ihre Kinder von Abraham Bloemaert (1591)

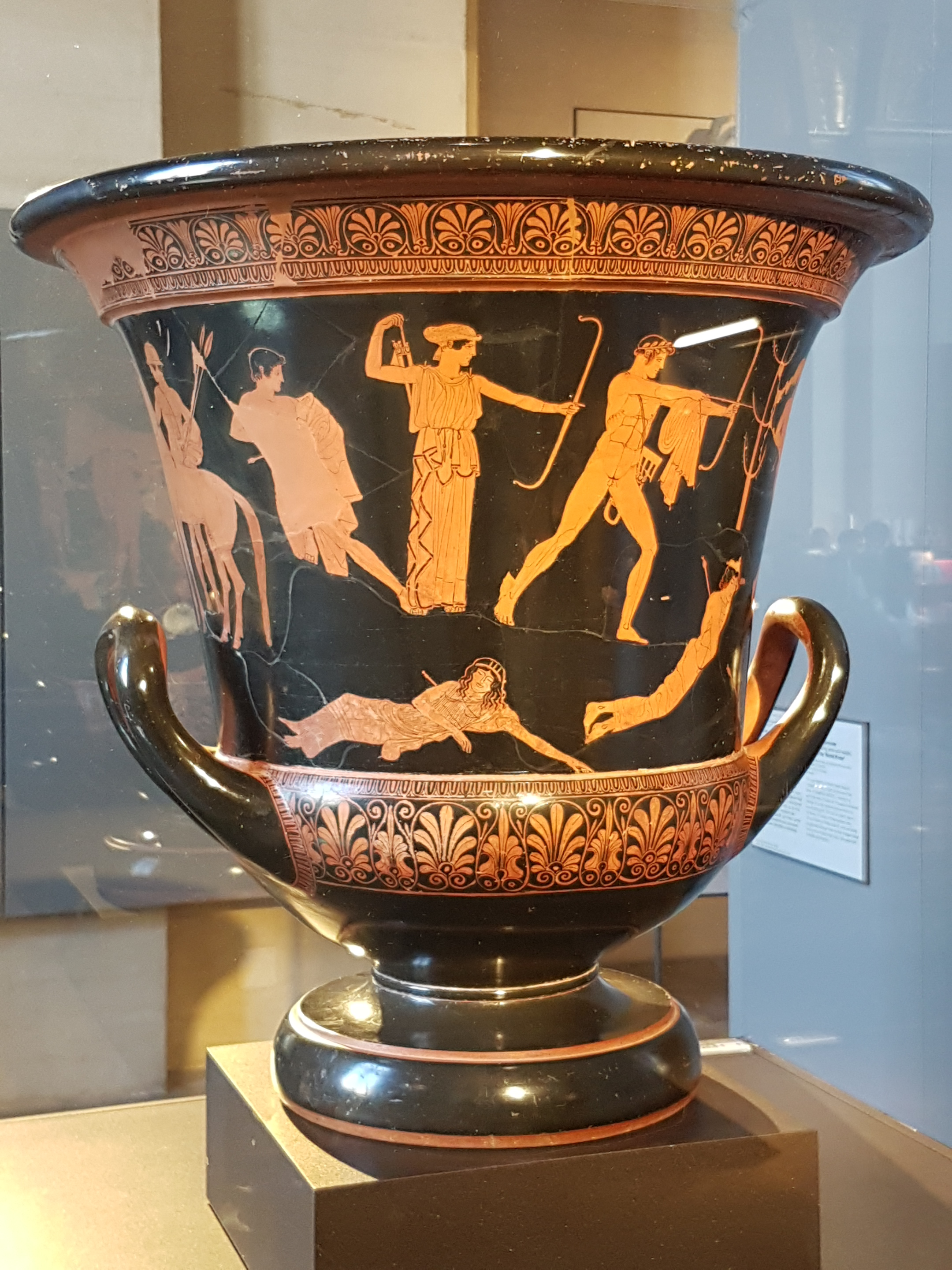
Niobiden-Maler: Tötung der Niobiden (Kinder der Niobe) durch Apoll und Artemis, Kelchkrater G 341, um 460/50 v. Chr., Louvre, Paris

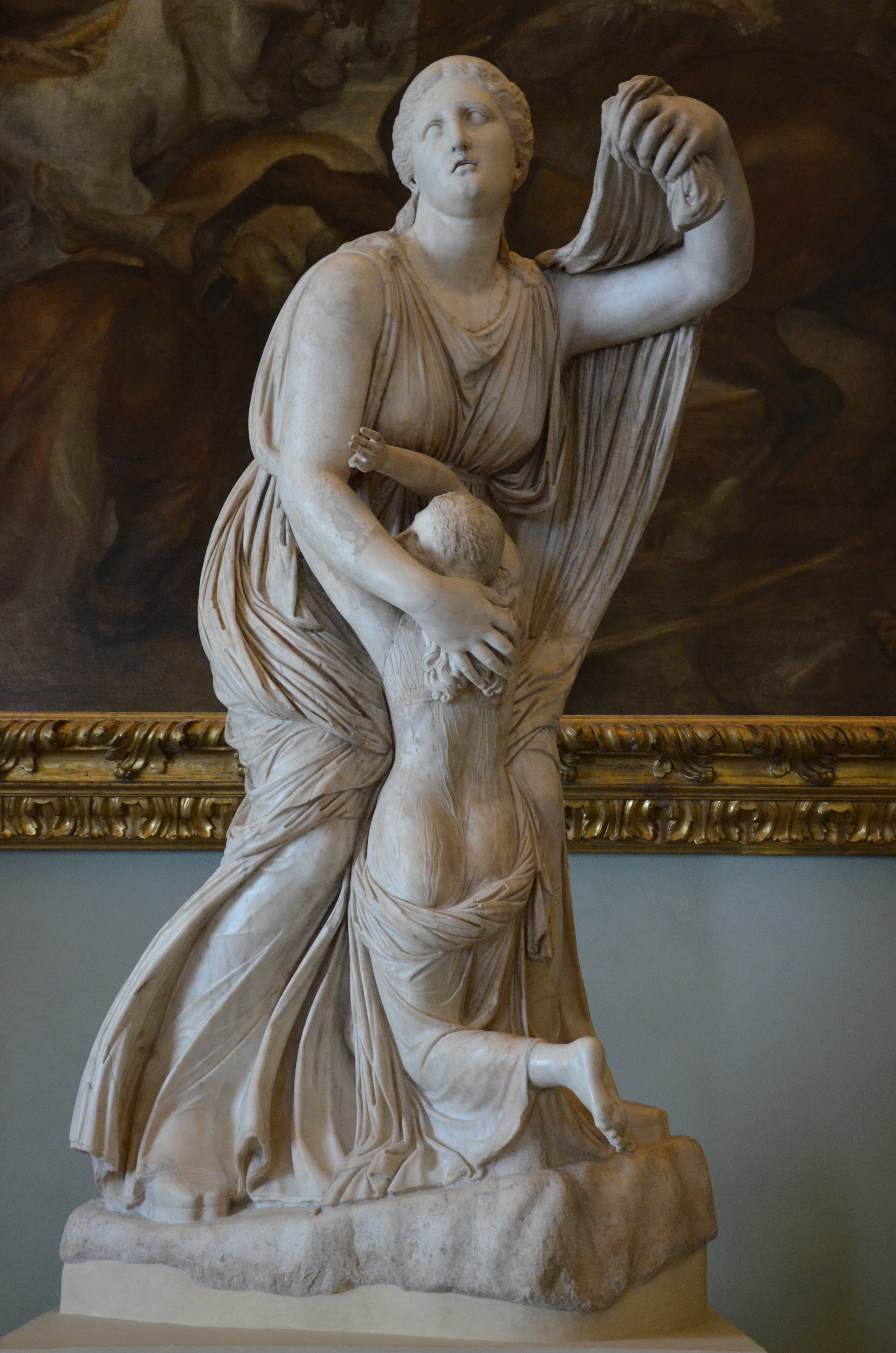
Niobe, aus dem 1. Jh. stammende römische Kopie eines hellenistischen Originals, Marmor, Höhe: 228 cm, Uffizien, Florenz

Niobe (altgriechisch Νιόβη Nióbē) ist in der griechischen Mythologie die Tochter des Tantalos und der Dione oder der Euryanassa sowie die Schwester des Pelops und Broteas. Auch sie unterlag dem Tantalidenfluch.

## Niobes Schicksal

### Der Mythos
Niobe gebar als Gemahlin des thebanischen Königs Amphion sieben Söhne und sieben Töchter. Stolz auf ihre Herkunft und ihre zahlreiche Nachkommenschaft vermaß sie sich, sich über die Titanin Leto zu stellen, die nur zwei Kinder, die Zwillinge Apollon und Artemis, geboren hatte, und hinderte das Volk an deren Verehrung.
Die gekränkte Titanin wandte sich an ihre Kinder. Daraufhin streckten Apollon und Artemis an einem Tage erst alle Söhne und dann alle Töchter mit Pfeil und Bogen nieder. Niobe bat die Zwillinge, ihr die jüngste Tochter zu lassen, doch diese brach tot zusammen. Die Eltern konnten diesen Jammer nicht überleben: Amphion tötete sich mit einem Schwert, und Niobe erstarrte vom ungeheuren Schmerz über den Verlust. Anschließend wurde sie durch einen Wind nach Phrygien auf die Spitze des Berges Sipylos versetzt. Doch auch der Stein hörte nicht auf, Tränen zu vergießen.
Der Mythos wird so von Ovid erzählt, dort verwandelt sich Niobe in Marmor. Die sieben Söhne der Niobe tragen dort die Namen Ismenus, Sipylus, Phaedimus, Tantalus, Alphenor, Damasichthon und Ilioneus, während die Namen der sieben Töchter nicht genannt werden.

### Interpretation
Niobe wird zuweilen als eine besondere Form einer Vegetations- oder Erdgöttin interpretiert, deren Sprösslinge von den versengenden Pfeilen des Sonnengottes dahingestreckt werden.

### Als Thema in Dichtung und Bildender Kunst
Der tragische Stoff wurde in der Antike von bedeutenden Vertretern der dramatischen wie der bildenden Kunst behandelt. Von den Tragödien des Aischylos und Sophokles sind nur noch Fragmente erhalten.

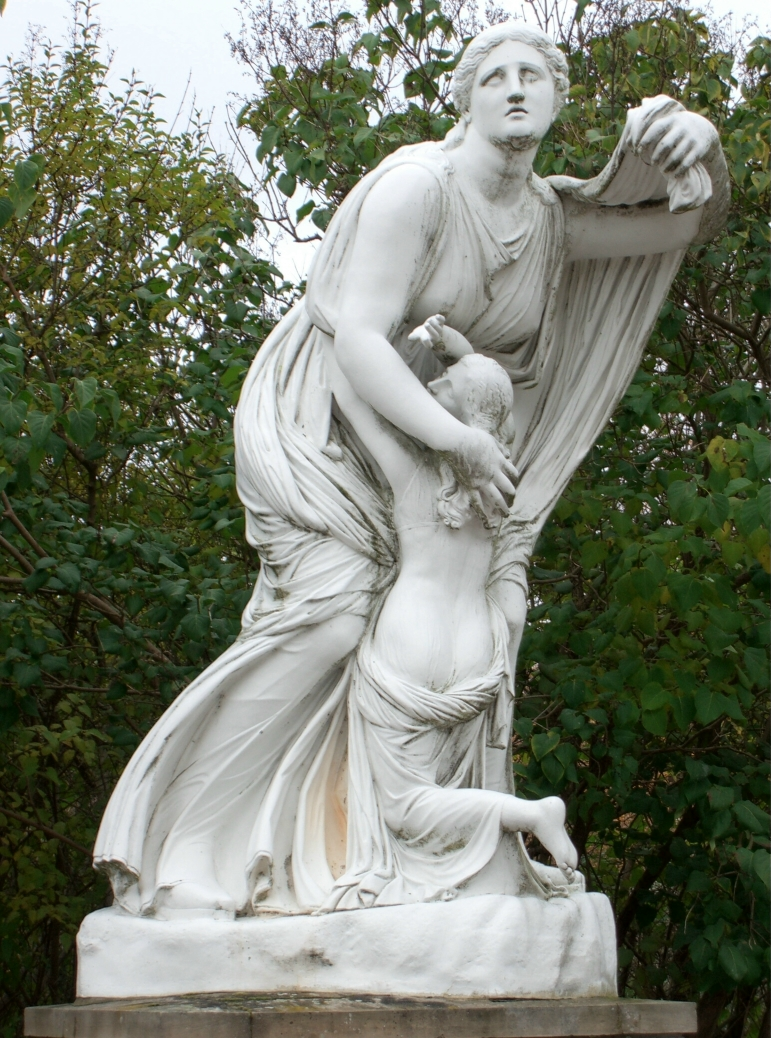
Niobe, Mittelfigur der Niobidengruppe, Zinkguss 1860/1865 im Schlosspark Neustrelitz nach der römischen Kopie einer Statue aus der Zeit um 330/320 v. Chr.; Original in Florenz

Aus römischer Zeit ist eine Gruppe der Niobe und ihrer Kinder erhalten (1583 ausgegraben, jetzt in den Uffizien in Florenz, siehe Abbildung). Dabei handelt es sich um die Nachbildung eines Werks der hellenistischen Bildhauerei. Von dem griechischen Original, das Plinius der Ältere noch im Tempel des Apollo Sosianus in Rom sah, wusste man aber im 1. Jahrhundert n. Chr. schon nicht mehr zu sagen, ob Praxiteles oder Skopas der Urheber sei. Den Mittelpunkt der Gruppe bildet die Gestalt der Niobe selbst mit der zu ihren Füßen hingestürzten, ihr Haupt im Schoß der Mutter bergenden Tochter. Ihre Kinder fliehen von beiden Seiten her, teils schon getroffen, teils sich entsetzt umschauend nach den schwirrenden Todesgeschossen, der Mutter zu. Die Einzelkopie einer Tochter aus der Gruppe, jetzt im Vatikan befindlich, gibt von der Schönheit des Originals die beste Anschauung.
Im ab 1843 erbauten Neuen Museum in Berlin gab es einen großen Niobidensaal mit zwei Wandbildern (Pelops und Hippodameia, Tantalos) und Gipskopien der Skulpturen der Niobe und ihrer sterbenden Kinder. Die Wandbilder sind in dem zu Bibliothek der Antike umbenannten Saal dort heute noch vorhanden.
Einzelne Reliefs und Wandbilder wiederholen denselben Gegenstand; Terrakottafiguren flüchtender Niobiden haben sich auf der Krim gefunden.
Im Jahr 1991 entstand der Bronzeabguss Niobe in Brügge auf Grundlage einer 1946 von Constant Permeke geschaffenen Steinskulptur.

## Musik
Die Opernliteratur der Neuzeit nahm den Stoff auf, so etwa Agostino Steffani (1654–1728) in der unter dem deutschsprachigen Originaltitel „Niobe, Königin in Thebe“ 1688 uraufgeführten Oper Niobe, regina di Tebe nach dem Libretto von Luigi Orlandi. Die Oper Hybris / Niobe, Drama für Stimmen von Yona Kim, von Adriana Hölszky (geb. 1953) wurde 2008 im Rokokotheater des Schwetzinger Schlosses uraufgeführt.
1826 wurde im Teatro San Carlo die Oper Niobe von Giovanni Pacini uraufgeführt.
Franz Liszt komponierte, basierend auf Pacinis Cavatine "I tuoi frequenti palpiti", 1835/36 die "Grande fantaisie sur des motifs de Niobe" für Klavier solo.
Die dritte der Sechs Metamorphosen nach Ovid von Benjamin Britten für Oboe solo (1951) handelt von "Niobe, die um ihre 14 Kinder trauerte und in einen Berg verwandelt wurde".
"Niobe" heißt der 9. Titel auf dem 2007 erschienenen Album Andorra von Caribou.
2017 komponierte Richard Blackford "Niobe" für Solovioline und Orchester, das von ihm als eines seiner Schlüsselwerke definiert wird.
2018 veröffentlichten Komponist und Keyboarder Oscar Rocchi und Schlagzeuger Tullio De Piscopo das Album "Metamorphosis" (Titel 8: "Niobe").

## Sonstiges
- Ein 1913 gebautes und 1932 gesunkenes Segelschulschiff der Reichsmarine trug den Namen Niobe.
- Es wurden nach Niobe das Element Niob und der Asteroid (71) Niobe benannt.